# William Knecht
William Joseph "Bill" Knecht, född 10 mars 1930 i Camden i New Jersey, död 17 december 1992 i Cheltenham Township i Pennsylvania, var en amerikansk roddare.
Knecht blev olympisk guldmedaljör i åtta med styrman vid sommarspelen 1964 i Tokyo.